# مسجد الزهراء (البصرة - الزبير)
مسجد الزهراء ويسمى أيضاً بمسجد الحاج طوينة نسبة إلى مؤسسه الذي أرسى دعائمه عام 1945 في قضاء الزبير التابع إلى محافظة البصرة جنوبي العراق. تم تسميته بمسجد الزهراء تيمناً باسم السيدة فاطمة الزهراء. تبلغ مساحة حرم المسجد 300 متراً مربعاً من أصل مساحة كلية تبلغ 950 متراً مربعاً، وتعلوه مئذنة بارتفاع 30 متراً، وللمسجد مكتبة ومَدْرَس لطلبة العلوم الدينية والباحثين والقراء. تعرض المسجد لحملات من التخريب وإعادة الإعمار والتوسعة على عدة مراحل زمنية منذ تأسيسه. يشهد المسجد فعاليات دينية وثقافية واجتماعية خاصة بالطائفة الشيعية الإثني عشرية في منطقة يغلب عليها وجود الطائفة السنية، ويصل المسجد إلى أوج نشاطه في شهري محرم وصفر وشهر رمضان من كل عام حسب التقويم الإسلامي.

## الموقع والتأسيس
يقعُ المسجدُ الذي تسمّى باسم السيدة فاطمة الزهراء في قضاء الزبير بمحلة العرب في منطقة سوق سوادي، وقد أسسه الحاج طوينة عودة لفتة الصرايفي سنة 1945، وكان الهدف الأساس من تأسيسِه هو إقامةُ الصلاةِ، فَضلاً عن  إحياءِ الشعائرِ الحسينيةِ الخاصة بالطائفة الشيعية في المدينة التي كانت فيما سبق تشهد ندرة لوجود مساجدها هناك، وقد مرّ المسجدُ بعدَّة مراحلَ عُمرانية؛ فقد بني لأول وهلة من الطين واللِّبن وحسب ما كان متعارفاً في ذلك الحين، ثمَّ أُلحقت به عدّةُ أبنية إضافية بعد ذلك، وقد كانَ للمسجدِ عند تأسيسِه منارة صغيرة مصنَّعة من الخشب، وبعد إعادة بنائِه، بلغ ارتفاعُ منارتِه 30 متراً، وشيّد المسجدُ من الخرسانة المسلَّحِة والآجُّر المفخور وغُلّف بالحجرِ الأبيضِ، وقدْ نُقش بنقوش العمارة الإسلاميّة. يقعُ المسجدُ على مساحةٍ كلّيةٍ تبلغُ 950 متراً مربعاً، واقتطعت مساحة للحرم تبلغ 300 متراً مربعاً، ويضم المسجد عدّة أواوين، وقد ارتكز بناؤه على 14 إسطوانة.

## أنشطة المسجد
لم يقتصر نشاط المسجد على إقامة الصلوات اليومية الخمسة الراتبة، بل كان مكرساً أيضا لإحياءِ المناسباتِ الدينيةِ، من شهادات وولادات الأئمة الإثني عشر، وإقامةِ الندواتِ الثقافيةِ والفكريةِ. وكذلك توجدُ مكتبةٌ خاصةٌ بالمسجد باسم مكتبة آية الله العظمى السيّد أبو القاسم الخوئي تضمُّ كتباً ومخطوطاتِ ووثائقَ خطّيّة مهمّة، والتي تعرّض الكثير منها للسرقةِ والسلبِ والتخريبِ، كما ويضم المسجدُ مدرسةً للعلومِ الدينيةِ تعرف باسم مدرسة الإمام الصادق والتي أَهَّلَت الكثير من طلبة العلوم الدينية في الزبير للالتحاق بحوزة النجف، وكذلك يحتوي المسجدُ على مغتسلٍ للموتى.

## أئمة الجماعة في المسجد
توالى على إمامة الجماعة في المسجد منذ تأسيسه ولغاية الآن، كلٌّ من:-
- الميرزا محسن بن سلطان الفضلي
- حجةِ الإسلام والمسلمين السيّد مير علي القزويني
- الشيخ الشهيد عبد الزهراء التميمي
- الشيخ سالم سلطان الشمري

## الخطباء
- آية الله السيّد أمير محمد القزويني
- الميرزا محسن بن سلطان الفضلي
- الشيخ هادي الكربلائي
- الشيخ مرتضى الوائلي
- الشيخ الشهيد محمد علي الإيرواني
- الشيخ محمد جعفر الإيرواني
- الشيخ حسن الأسدي
- الشيخ طارق الديراوي
- الشيخ عبّاس الدكسن
- الشيخ عبد المجيد الصيمري
- الشيخ الشهيد حسن الكوفي
- الشيخ صالح الدجيلي
- السيد جاسم الطويرجاوي

## الشعراء والمنشدون والمؤذنون
- الملّا جليل الكربلائي (منشد)
- الملّا نصر الكربلائي (منشد)
- الملّا حميد التميمي (منشد)
- السيّد سعيد الصافي (شاعر)
- أبو محمّد المياحي (شاعر)
- ناظم الحاشي (شاعر)
- الملّا عبد الله الحسّاني (مؤذن)
- الملّا عبد علي علوان (مؤذن لأكثر من خمسين عاماً)
- الملّا حميد المالكي (مؤذن)
- الملّا عدنان الشريفي (مؤذن)
- إبراهيم ياسين (مؤذن)[4]

## حوادث شهدها المسجد
تعرّض المسجدِ منذ تأسيسه عام 1945 إلى المضايقة والاحتقان، حتى أنه تعرَّض للهدم أيضاً، وقد أعيد بناؤه من جديد، وتحقّق ذلك في فترة قصيرة بعد هدمه، ومنذ ذلك الحين تعرّضَ مؤسسُ المسجد إلى عدّة محاولاتِ لتصفيته جسدياً، وكذلك تعرّضَ إلى السجنِ في زمنِ حكومة صدام حسين، مع الضغط لمنع إقامة الصلاةِ فيه مع شن حملة من الاعتقالاتِ طالت المصلين ورواده، وقد حكم على بعض رواده بحكم الإعدام، وفي عام 1991 اندلعت الانتفاضة الشعبانية في البصرة وتعرضَ المسجدُ بعدها إلى هجومٍ مسلحٍ من قبل القواتِ الأمنيةِ، وعلى أثرها تعرّضَ إلى الهدمِ والتخريبِ والسلبِ مرةً أخرى من قبل البعثيين، وفيها تعرّض المؤسّسُ إلى الاعتقالِ هو وأبناؤه. وفي عام 2000 تم تجديد عمارة المسجد. وفي عام 2013 استهدف ارهابيون المسجد عبر التفجير بعبوة ناسفة أودت بحياة المصلي ثامر سفيّح وجرح العشرات من المصلّين الآخرين.